# Gonzalo Ramiro del Castillo Crespo
Gonzalo Ramiro de Jesús María del Castillo Crespo OCD (* 20. September 1936 in La Paz; † 14. Januar 2019 in Cochabamba) war ein bolivianischer Geistlicher und Militärbischof von Bolivien.

## Leben
Gonzalo Ramiro del Castillo Crespo trat der Ordensgemeinschaft der Unbeschuhten Karmeliten bei und empfing am 21. September 1964 die Priesterweihe.
Papst Johannes Paul II. ernannte ihn am 3. November 1983 zum Weihbischof in La Paz und Titularbischof von Themisonium. Der Erzbischof von La Paz, Jorge Manrique Hurtado, spendete ihm am 7. Januar des nächsten Jahres die Bischofsweihe; Mitkonsekratoren waren José Armando Gutiérrez Granier, emeritierter Erzbischof von Cochabamba, und Adhemar Esquivel Kohenque, Weihbischof in La Paz.
Am 14. April 2000 wurde er durch Johannes Paul II. zum Bischof des Bolivianischen Militärordinariats ernannt. Gleichzeitig wurde er nach einem Abkommen des Heiligen Stuhls mit dem Staat Bolivien zum "Ehrenkapitän" (Capitán de Navío Honorífico) ernannt. 2002 wurde er vom Nationalkongress von Bolivien zum Brigadegeneral (General de Brigada) ernannt.
Papst Benedikt XVI. nahm am 4. April 2012 seinen altersbedingten Rücktritt an.